# 田中沙紀
田中 沙紀（たなか さき、1994年11月18日 - ）は、将棋の女流棋士。石川県金沢市出身。大野八一雄七段門下（女流3級時は木村義徳九段門下）。金沢星稜大学女子短期大学部卒業。

## 棋歴

### 女流3級の仮資格を得るまで
小学4年の時に、叔父の勧めで将棋を始めた。元奨励会三段のアマ棋士、鈴木英春の将棋教室に通い「英春流」を習得。
2012年、第5回女子アマ王位戦に出場し全国6位の成績を収める。
アマチュア時代は女流王座戦と相性が良く、第5期（2015年）、第7期、第8期でアマ西日本大会を勝ち抜き一次予選に出場。
マイナビ女子オープンは第11期（2017年）にチャレンジマッチを勝ち抜き一斉予選に出場。
2014年5月、関西研修会に入会。
入会から4年後の2018年5月、C1クラスに昇級し女流3級の資格を取得。女流棋士資格申請を行い、2018年6月1日付で女流3級となった。

### 女流3級として
同2018年度の第47期女流名人戦予選で準決勝まで勝ち進み、女流2級昇級条件のひとつ「女流名人戦予選決勝進出」まであと1勝と迫るも、準決勝の伊奈川愛菓との対局に敗れ、昇級の機会を逃した。
その後も勝ち星が積み重ならず、女流2級昇級となる「規定の成績」を女流3級資格の期限となる2020年5月31日までに挙げられなかった。しかしながら当時は、新型コロナウイルス感染症の流行下にあり、2020年4月に日本政府が緊急事態宣言を発令、これに伴い女流2級への昇級条件にも懸かる女流棋戦の一つ「YAMADA女流チャレンジ杯」が棋戦開催を延期となるほか、棋戦運営の進行が遅延している状況にあった。この特別な事情下にある状況を日本将棋連盟も考慮し、田中の女流3級資格を延長する判断が下された。
この資格期限延長により、女流3級の資格は「次に抽選を行う1棋戦まで延長（注：第32期女流王位戦）」されることになり、田中の女流2級昇級には、2020年5月31日時点で勝ち残っている第10期女流王座戦での二次予選通過・本戦トーナメント進出、もしくは第32期女流王位戦での予選決勝進出、いずれかの条件を満たすことが必要であった。しかし、第10期女流王座戦の同年6月の二次予選では水町みゆに敗れ、さらに同年8月25日、残る最後の昇級機会であった第32期女流王位戦の予選1回戦で宮宗紫野にも敗れ、指定期間内の女流2級昇級が不可能となり、女流3級資格取り消しになる事が確定した。女流3級としての2年余りの女流公式棋戦での成績は10勝18敗であった。

### 再び研修会へ
2020年11月より研修会へ復帰し（東海研修会C2クラス）、再び女流2級を目指す事になった。規定の改定により「女流3級」は廃止されており、年齢制限（満27歳未満）までにB2クラスへ昇級すれば、申請が承認された翌月1日付で女流2級となる状況であった。そして年齢制限が迫っていた2021年8月8日、B2クラスへの昇級を果たして女流2級の資格を得た。
その間もアマチュア棋戦には参加しており、2020年12月20日、第13回女子アマ王位戦で優勝。2021年8月には第15回白瀧あゆみ杯争奪戦アマチュア予選に出場し、勝ち抜いてアマチュア代表となった。

### 女流棋士として
2021年9月1日付で日本女子プロ将棋協会（LPSA）所属の女流2級となった。

## 棋風
居飛車党。英春流（菊水矢倉）を得意とする。

## 人物
- 2020年に女流3級資格を取り消された際は、女流棋士になるのを諦めて故郷の金沢市に帰るつもりだった[15]。しかし、VS（1対1の研究会）仲間であった加藤圭から何度も励ましを受けたこと、加藤から大野八一雄（のちに田中の師匠となる）の教室の紹介を受けたことで、女流棋士を目指して再起することを決意した[15]。

## 昇段・昇級履歴
研修会入会から女流3級（仮資格）まで
- 2014年05月00日 - 関西研修会 入会
- 2018年05月00日 - 関西研修会 C1クラス昇級（女流3級資格）
- 2018年06月01日 - 女流3級 [2]
- 2020年08月25日 - 女流3級資格取り消し（女流3級での成績 = 10勝18敗）[14][15]

研修会再入会以降
- 2020年11月00日 - 東海研修会 入会（C2クラス）[16]
- 2021年08月00日 - 東海研修会 B2クラス昇級（女流2級資格）[18]

女流棋士
- 2021年09月01日 - 女流2級（研修会B2クラス昇級） = プロ入り（LPSA）[1]
- 2022年07月11日 - 女流1級（女流順位戦C級昇級、女流通算11勝8敗）[23][24]

## 主な成績

### 在籍クラス
| 2022 | 2 |  |  |  |     | D27 | 7-1 |
| 2023 | 3 |  |  |  | C16 |     | 4-4 |
| 2024 | 4 |  |  |  | C12 |     | 4-4 |
| 2025 | 5 |  |  |  | C11 |     |     |
| 女流順位戦の 枠表記 は挑戦者。右欄の数字は勝-敗(番勝負/PO含まず)。 順位戦の右数字はクラス内順位 ( x当期降級点 / *累積降級点 / +降級点消去 ) |   |  |  |  |     |     |     |

### 年度別成績
| 2018年度                                                                   | 8      | 3    | 5    | 0.3750 | [ 25 ] |                             |                             |                             |                             |                             |
| 2019年度                                                                   | 16     | 5    | 11   | 0.3125 | [ 26 ] |                             |                             |                             |                             |                             |
| 2020年度                                                                   | 4      | 2    | 2    | 0.5000 | [ 27 ] |                             |                             |                             |                             |                             |
| 2018-2020 合計                                                             | 28     | 10   | 18   | 0.3571 | [ 14 ] |                             |                             |                             |                             |                             |
| 上記は女流3級としての成績。 女流棋士仮資格取消のため通算成績には含めない。 |        |      |      |        |        |                             |                             |                             |                             |                             |
| 年度                                                                       | 対局数 | 勝数 | 負数 | 勝率   | (出典) | 女流通算成績 (2021年度以降) | 女流通算成績 (2021年度以降) | 女流通算成績 (2021年度以降) | 女流通算成績 (2021年度以降) | 女流通算成績 (2021年度以降) |
| 2021年度                                                                   | 12     | 6    | 6    | 0.5000 | [ 28 ] | 対局数                      | 勝数                        | 負数                        | 勝率                        | (出典)                      |
| 2022年度                                                                   | 22     | 12   | 10   | 0.5454 | [ 29 ] | 34                          | 18                          | 16                          | 0.5294                      | [ 30 ]                      |
| 2023年度                                                                   | 22     | 9    | 13   | 0.4090 | [ 31 ] | 56                          | 27                          | 29                          | 0.4821                      | [ 32 ]                      |
| 2024年度                                                                   | 23     | 10   | 13   | 0.4347 | [ 33 ] | 79                          | 37                          | 42                          | 0.4683                      | [ 34 ]                      |
| 通算 (2021以降)                                                            | 79     | 37   | 42   | 0.4683 | [ 34 ] |                             |                             |                             |                             |                             |
| 2024年度まで                                                               |        |      |      |        |        |                             |                             |                             |                             |                             |